# 망누스 1세 (스웨덴)

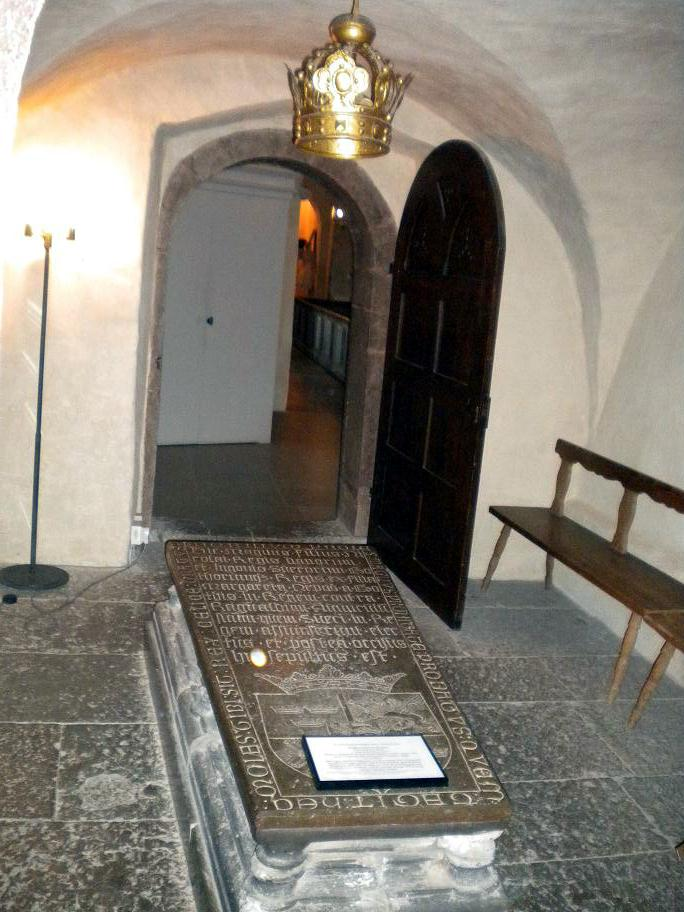
린셰핑의 브레타(Vreta) 수도원에 있는 망누스 1세의 무덤

망누스 1세(스웨덴어: Magnus I, 1106년경 ~ 1134년 6월 4일)는 스웨덴의 국왕(재위: 1125년 ~ 1132년경)이자 덴마크의 왕자이다. 망누스 닐손(스웨덴어: Magnus Nilsson) 또는 망누스 닐센(덴마크어: Magnus Nielsen)이라고 부르기도 한다. 아이슬란드의 역사가인 스노리 스투를루손은 망누스 1세에게 힘센 망누스(스웨덴어: Magnus den starke 망누스 덴 스타르케[*])라는 별칭을 붙여주었다.

## 생애
에스트리센가(Estridsen) 출신이다. 덴마크의 닐스(Niels) 국왕과 그의 아내인 마르가레타 프레드쿨라(Margareta Fredkulla)의 아들로 태어났다.
1125년 자신의 사촌인 잉에 2세가 사망하면서 스웨덴의 국왕으로 추대되었다. 1127년경에는 폴란드의 볼레스와프 3세(Bolesław III) 공작의 딸인 리헤자(Richeza)와 결혼했으며 슬하에 아들 크누드(Knud, 덴마크의 크누드 5세 국왕), 닐스(Niels)를 두었다. 1130년에는 볼레스와프 3세 공작의 지원을 통해 뤼겐 섬을 정복했다.
덴마크의 왕위 계승자 결정 과정에서 덴마크의 닐스 국왕은 자신의 아들인 망누스를 지지했다. 1131년 망누스는 자신과 덴마크의 왕위 후계자 경쟁 관계에 있던 크누드 라바르(Knud Lavard)를 살해했지만 이는 덴마크 내전을 촉발시키는 계기가 된다. 이 사건으로 인해 망누스는 1132년경에 스웨덴의 왕위에서 물러났고 외스테르예틀란드(Östergötland)의 대지주 가문인 스베르케르가(Sverker) 출신인 스베르케르 1세가 스웨덴의 국왕으로 즉위하게 된다.
1134년 6월 4일 스코네에서 일어난 포테비크(Fotevik) 전투에 참전한 망누스와 닐스 부자는 에리크 에무네(Erik Emune, 덴마크의 에리크 2세 국왕)를 상대로 전투를 벌였지만 패전하고 만다. 스웨덴의 망누스 1세 국왕은 1134년에 사망했고 덴마크의 닐스 국왕 또한 1134년에 살해당하고 만다.
| 전임 잉에 2세 | 스웨덴의 국왕 1125년 ~ 1132년경 | 후임 스베르케르 1세 |